# 安達祐子
安達 祐子（あだち ゆうこ、1966年2月9日 - ）は、北海道のフリーアナウンサーである。

## 略歴・人物
- 北海道北見市出身。OL、モデルを経て司会業へ。
- 北海道初の女性競馬キャスター。 JRATVHサマー競馬初代キャスターを務める。
- UHBのりゆきのトークDE北海道では北海道の今を18年間にわたり取材。4000件以上の食のリポートで人気を博し、まんぷく姫とよばれる。
- 北海道フードマイスターの資格や取材経験からの食の講演、食の企画アドバイザーの依頼も多い。
- 食と観光の講演依頼またコミュニケーションセミナーも多数
- 北見観光大使、津別観光コンシェルジュ、オホーツク観光大使観光大使でもあり、地域の活性化情報発信にも尽力する。
- ひがし北海道女子旅プロジェクトアドバイザーに就任。
- 企業のコンサルタント、イベント企画にも携わっている。
- 趣味ヨガ、宴会のセッティング、猫飼育、神社巡りなど。
- 「金もち喧嘩せず」「おかげさま」「お酒には博愛主義」「女は度胸と愛嬌」を信条としている。
- 生放送で鍛えた機転のよさ、硬軟こなす幅には定評がある。
- 北海道観光大使に就任

## 有資格
- 北海道フードマイスター
- 調理師免許
- 全日本ノルディック・ ウォーク指導員
- 中医養生ヨガ®インストラクター

## 出演した番組
- 北海道文化放送
  - のりゆきのトークDE北海道
  - （リポーター）
  - （テレビショッピングキャスター）
  - （ファイターズパレードリポート）
- 札幌テレビ放送
  - 24hTV特番
  - ちょっと和久井の2時ですよ
- STVラジオ
  - あなたにあいたいパーソナリティ
  - どさんこラジオ
  - 美味しいフード塾
  - オハヨー!土曜日
  - 会員制ラジオ番組 うまいっしょクラブ
    - サウンドプラント スペシャル 会員制ラジオ番組 うまいっしょクラブ リターンズ（2022年10月30日）
- テレビ北海道
  - JRA土曜競馬中継司会
  - よさこい特番司会
- 北海道テレビ放送
- RADIO T×T FMドラマシティ 安達祐子の木曜お結びradio パーソナリティ[1]
  - RADIOwonderstorageFMドラマシティ 安達祐子の木曜お結びradio

## イベント・セレモニー司会・講演
公的行者や企業大会例会などの司会や北海道の食や観光の講演などを多数行い、長嶋茂雄、武豊、荻原健司などスポーツ著名人から陳建一、キハチ、片岡譲、青木定治など世界的な料理人らのトークショーの司会も勤める
- 北海道洞爺湖サミットセレモニー司会。
- 北海道ワインガーデン司会。
- 丸井今井 北海道キャラクター2012
- サロン・デュ・ショコラ司会
- ロータリー国際大会、例会。
- 北海道着物振興会 ゆかた祭り 着物の集い司会
- 北海道獣医師会主催　動物愛護企画司会
- 2015 アジア国際こども映画祭メインMC
- 北海道洋菓子協会講演、
- 道警秋の交通安全講演
- 札幌市三都市市長対談コーディネート